# Sibovia carahua
Sibovia carahua är en insektsart som beskrevs av Young 1977. Sibovia carahua ingår i släktet Sibovia och familjen dvärgstritar. Inga underarter finns listade i Catalogue of Life.